# Tanytarsus mendax
Tanytarsus mendax är en tvåvingeart som beskrevs av Jean-Jacques Kieffer 1925. Tanytarsus mendax ingår i släktet Tanytarsus och familjen fjädermyggor. Inga underarter finns listade i Catalogue of Life.